# Kevin Regelink
Kevin Regelink (Mijdrecht, 12 juli 1990) is een Nederlands marathonschaatser uit Wilnis.
Sinds 2010 is hij achtereenvolgens uitgekomen in de Eerste Divisie voor de ploegen van Goesting Events (2010-2011) en Romex Restate (2011-2012) en in de Topdivisie voor Team Payroll Group (2012-2013). In het seizoen 2013-2014 kwam hij uit voor het team van Henk Angenent. Het seizoen van 2014-2015 schaatst hij weer in de Eerste Divisie voor het team Mannen met Goesting (voorheen Romex Restate).
In 2011 is hij verkozen tot sportman van jaar in de gemeente De Ronde Venen.
In het dagelijks leven is hij ondernemer. Zo is hij (2013-2014) mede-eigenaar geweest van een sportcentrum in Nieuw-Vennep en heeft hij (2012-2014) een sport-evenementenbureau gehad.

## Resultaten marathonschaatsen
2010
- 1e plaats 6-Banentoernooi 11 op 21 februari 2010 te Alkmaar

2011
- 1e plaats koppelkoers Nico Waterman Trofee samen met Gerard Nijgh op 20 november 2011 te Amsterdam
- 1e plaats KPN Marathon Cup 10 op 17 december 2011 te Breda
- 3e plaats KPN Marathon Cup 3 op 29 oktober 2011 te Utrecht
- 3e plaats KPN Marathon Cup 7 op 26 november 2011 te Tilburg
- 3e plaats KPN Nederlands Kampioenschap Marathon Senioren Eerste Divisie 2011 op 28 december 2011 te Heerenveen

2012
- 2e plaats Internationaler Massenstart op 20 juli 2012 te Inzell, Duitsland
- 3e plaats KPN Marathon cup 12 op 7 januari 2012 te Alkmaar

## Resultaten skeeleren
2013
- 2e plaats KPN Marathon cup 8 op 13 juli 2013 te Staphorst